# Зостер (обољење)
Зостер, херпес зостер, од речи (грч. zōstēr, што у преводу значи појас, и означава карактеристичну кожну оспу која се простире у облику појаса), и речи (лат. herpes zoster, херпес зостер), вирусно је обољење које узрокује вирус, варичела зостер (лат. Varicella-Zoster), исти онај који изазива водене богиње или варичелу, (лат. varicella). Водене богиње се јављају као примарна инфекција најчешће у детињству, као једна од осипних грозница дечијег узраста. После прележане болести, вируси се и даље задржавају у ганглионима спиналних живаца, у латентном (прикривеном) стању, из кога могу прећи у реинфекцију, која постаје манифестна (након инкубације од 1-3 недеље) у виду зостера (херпес зостера).

## Епидемиологија
Варичела или водене богиње, обично се јавља током детињства у умереним климатским пределима и током адолесценције или раног одраслог доба у тропским климатским областима Примарна инфекција вирусом најчешће за собом оставља дугорочни имунитет на варичелу.
Латентни период (мировање болести), након прележане варичеле је обично доживотан и поред тога што је вирус варичеле све време присутан у организму. Појава зостера настаје код око 5% људи, нешто чешћа код особа код којих је нарушен имунски систем. Заштита ћелија од активирања инфекције опада са годинама због имунодефицијенције, током одређених болести (нпр. ХИВ инфекција и неке малигних болести), и као резултат имуносупресивне терапије: нпр., после трансплантације органа, хемотерапије, или терапије стероидима.
Подаци из више извора доследно показују да учесталост зостера расте у старијем животном добу, мада појава зостера није тако ретка и у младих особа. Средња старост болесника са зостером је 64 године, док је средња старост код америчке популације око 46 година.
Инциденца зостера се креће од 1,2 до 3,4 случаја на 1.000 становника, а код особа са нарушеним имунским системом и старијих од 65 година, она расте на 3,9-11,8 случаја на 1.000, становника.
Неке студије, али не све, недавно су пронашле пораст инциденце зостера што се тумачи; 
Порастом старости становништва
Задњих година у свету је значајно повећан проценат људи који су старији од 65 година. У Велико Британији, 2001, (подаци из пописа становништва) су показали да је 9 милиона (16%), становништва старије од 65 година, а пројекција за 2025. је да ће тај број порасти на 13 милиона.
Променама у терапији малигних и аутоимунских болести
Повећаном применом трансплантације органа
Анализе показују да из године у годину расте број трансплантација органа. Само у САД број трансплантација бележи пораст са 12.000 у 1988 . на 24.000 у 2003. Сви ови пацијенти добијали су имуносупресивне лекове након трансплантације органа.
Као последица примене вакцине против варичеле у детињству
Примена вакцинације у превенцији варичеле уведена је 1995, у многим земљама као обавезан вид имунизације. Епидемиолошке студије спроведене у тим земљама, износе да је дошло до значајног пораста инциденце зостера, као последица смањене инциденце варичеле, након спроведенеимунизације деце. Ова појава повезује се бољим имунолошким стањем ћелија након вакцинације што изазива кашњења реактивације латентних вируса, у старијем животном добу углавном у регионима где је инциденца варичеле значајно смањена. Међутим треба очекивати да ће повећање инциденције зостера код одраслих, бити смањено, применом вакцинације, ако њена употреба постане широко распрострањена у свету. По принципу случајног клиничког испитивање вакцине од зостера у поређењу са плацебом међу готово 39.000 одраслих старијих од 60 година, учесталост зостера је смањен за 51,3%.
С обзиром на потенцијални утицај одраслих особа у разбољевању од зостера, дугорочне ефекте и корист од вакцинације против варичеле, примењене у детињству, имаће у великој мери, будуће генерација јер могу да буду поштеђене бројних компликација које изазива зостер.

## Патофизиологија
Узрочник херпес зостер је варичела вирус (ВЗВ), повезан са херпес симплекс групом вируса. 
Већина људи се овим вирусом зарази, у детињству, који се јавља доста често у мањим или већим епидемијама. Деца након контакта са овим вирусом оболевају од варичеле. Имунски систем организма на крају болести елиминише вирус из већине локација, али и поред тога део вируса остаје скривен (или латентни) у спиналним ганглијама у непосредној близини кичмене мождине (леђни корен ганглиона) или ганглиону семилунаре (ганглион Гассери) у бази лобање.
Реинфекција зостером су ретке,, а код истог болесника се изузетно ретко јавља више од три рецидива у току живота. [15.] Зостер се јавља само код људи који су преболели овчије богиње (варичелу), али се могу појавити у било ком животном добу. Већина оболелих има више од 50 година.
Болесте се јавља обично у једном спиналном ганглиону. За разлику од херпес симплекс вируса, закаснела реакција појаве болести је недовољно проучена. Иако је зостер варичела вирус откривен у току аутопсија у нервном ткиву, не постоје методе да би се пронашао скривени вирус у ганглијама живаца код људи.
Осим ако је нарушена функција имунског система, организам човека, потискује реактивацију вируса и спречава појаву зостера. Зашто је ово потискивање понекад нарушено није познато, али се зна да ће до појаве зостера вероватно доћи код људи чији је имунски систем ослабљен услед;
- старења,
- у току примене имуносупресивне терапија (код терапије тумора),
- након психолошког стреса,[16]
- лимфогрануломатозе,
- леукемије,
- уремије,
- разних интоксикација,
- код малигних тумора унутрашњих органа, или других фактора[17]

Након поновног активирања., вирус захвата спиналне ганглије и њој припадајући сензитивни живац и простире се све до површине коже. У кожи, вирус изазива локалне запаљењске промене и ранице. Краткотрајни и дуготрајни бол узрокован зостером последица је убрзаног раста вируса у зараженим живцима, због запаљењских промена у њима.
Симптоми зостера могу се пренети и на друга лица, током фазе мехурића, директним контактом са оспом, ако та особа нема имунитет против вируса. Код ново-инфицираних појединца тада се могу развити богиње, али неће одмах доћи и до развоја зостера. У току оспе све до појаве красте, особа је изузетно заразна. Оболела особа такође није заразна пре појаве пликова (у периоду инкубације), или у току постхерпетичних неуралгија (болова који се јављају после оспе која се повукла).
Прележана болест оставља јако дуг имунитет па су рецидиви изузетно ретки.

## Клиничка слика

### Продромални период
Зостер обично почиње продромалним периодом који карактерише појава једностраног бола локализованог у пределу оног дела тела, на коме ће се са потпуним развојем болести појавити ерупција оспе на кожи. Код неких болесника бол може да прати главобоља, фотофобија и нелагодност, а ретко и повишена температура. Око 70% -80% болесника са зостером описују локализацију продромалног бола (у кожи дерматома у коме ће се касније појавити оспа), као бол који је непрекидан или повремен, спорадичан или чест, и омета им сан. Бол има квалитет (који је карактеристичан за све болеснике) у облику жарења, пецкања, пуцкетања, пробадања. Код неких болесника болови се јављају само при додиру, док се други жале на појаву несносног свраба.
Продромални период обично траје 2-3 дана, али и дужи периоди трајања до 7 дана, нису ретки. Значај продуженог продромалног бола је у томе што отежава дијагнозу зостера и може да упути на нека друга обољења које карактерише сличан болу у подручју продрома (нпр., ангинозни, холецистични, глаукомски, нефролитијатични, полиартитични или бол изазван компресијом живаца на излазу из кичменог стуба).

### Појава оспе
Узрок кожног болa постаје очигледан када се појави карактеристичан осип у том делу коже. Интервал од почетка продрома до појаве осипа представља време потребно за реактивирање вируса варичеле у ганглиону и његов транзит низ кожни живац до нервних завршетака у епидермису коже. Вирусу је потребно и додатно време да у кожи изазове некрозу која је довољна да као запаљењски одговор изазове осип.
Осипна промена пролази кроз следеће фазе;
Фаза макуле
Осип започиње карактеристичном, краткотрајном, еритематозном макулом (црвенило изазвано хиперемијом) макуларна фаза, која често може изостати.
Фаза папуле
Врло брзо се на месту макула формирају папуле (мала уздигнућа изнад коже која имају мутан беличасти и опални сјај и понекад их је тешко разликовати од макуле). Папуле у року од 1-2 дана, прелазе у мехуриће.
Фаза везикула
Мехурићи (везикуле) свој развој настављају у наредна 3-4 дана. У овој фази болести присутни су и сви остали симптоми болести (види у наставку). Мехурићи (везикуле) у даљој фази болести имају тенденцију да буду груписани, и јасно означавају грану оболелог сензорног живца (нпр. у парастерналном, средњем аксиларном и параскапуларном пределу у којима су локализоване предње и бочне гране грудног живца).
Фаза пустула
Пустулизација (испуњавање мехурића гнојем) почиње у року од 7 дана од почетка оспе, а најраније, 3-5 дана да би у даљем развоју болести прешле у улцерације (чиреве) које формирају красте (крусте). Појава нових мехурића након 7 дана наговештава да у организму оболеле особе постоји синдром имунодефицијенције.
Фаза крусте
Красте (крусте) се обично повлаче у периоду од 21-28 дана, али ожиљак и хипо-или хиперпигментација коже може трајати и дуго након излечења.
Код мање од 20% болесника присутни су у клиничкој слици и следећи системски знаци болести;
- Болови у стомаку
- Језа
- Висећи капак (птоза)
- Грозница и дрхтавица
- Општа слабост и малаксалост
- Гениталне лезије
- Главобоља
- Поремећај слуха
- Болови у зглобовима
- Оток жлезди (лимфних чворовова)
- Поремећај укуса
- Визуелни поремећаји.[20]

| Први дан | Други дан | Трећи дан | Пети дан | Шести дан |
| -------- | --------- | --------- | -------- | --------- |
|          |           |           |          |           |

## Дијагноза и диференцијална дијагноза
Након појаве оспе, дијагноза зостера је лака на основу клиничке слике. Међутим, однедавно започете масовне вакцинација против варичеле, код око 20% болесника, могу имати нејасну клиничку слику која не може бити потврђена без додатних лабораторијских и других анализа, нарочито ако се ради о блажим или атипичним случајевима зостера.
Већи број лабораторијских студија показују да чак 10% узорака, материјала са болесника, не садржи јасне доказе за присуство варичела вируса.
Класични елементи за постављање дијагнозе некада могу бити измењени па треба имати у виду и следећа одступања у клиничкој слици зостера;
1. Јако болан почетни период праћен жарењем по кожи - није увек присутан (изостаје или је слабо изражен)
2. Размештај промена (оспе) на телу одступа од уобичајеног,
3. Одсуство груписања мехурића (у неким случајевима, појавиће се само папуле)
4. Анамнестички подаци који нису карактеристични за зостер.

Дијагноза зостера може бити нејасна код зостериформног херпес и контактног дерматитиса, посебно дерматитиса насталог у додиру са отровним биљкама (при постављању дијагнозе треба имати у виду да такве промене имају сезонски карактер).
Атипична манифестација зостер може испољити и код имунокомпромитованих болесника, или кад су промена продуженог трајања, или када промене у организму оболелог укључују већи број дерматома или лезије које се појављују личе на хроничне красте, брадавице или чвориће.
Код свих атипичних лезија код којих је нарушен имунски систем, а дијагноза је нејасна дијагностичке лабораторијске анализе би требало да буду од изузетне користи;
- У ту сврху најбоље је применити имунохистокемијску анализу узорака састругане коже са места промена јер је брза и релативно јефтина метода, а њена осетљивост је 90%, а специфичност 95%.
- Култура вирус је веома специфична, али резултати се добијају доста касно (1-2 недеље), док се варичела вирус открива код само 60% -75% узорака.[23][24]

## Терапија
Лечење зостера по правилу се спроводи у здравственим установама уз примену следећих мера;
- Ацикловир у облику таблета и масти је најчешће коришћени лекЛечење се спроводи применом ацикловира.
- Ако су везикуле сасвим малене, оне се третирају текућим пудером
- Већи мехурићи се могу одстранити, као и красте које остају након њих и према потреби користе се антибиотске масти како би се спречила инфекција.
- Болови се купирају локалном применом анестетика (10% анестезин), а према потреби пероралним лековима против болова.
- Добре резултате даје и примена витамина Б групе (а нарочито витамин Б-12) који се дају у већим дозама.
- Примена кортикоида се не препоручује, а код тежих случајева примењују се лекови из групе гамаглобулина.